# 더 하이 킹스

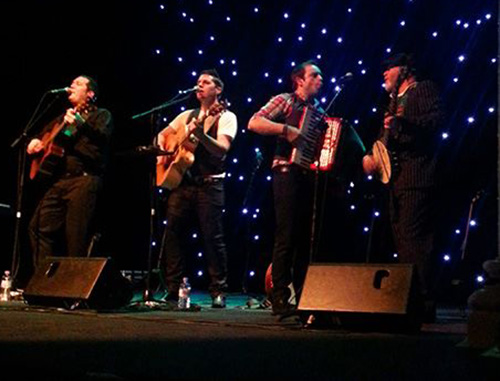
2012년

더 하이 킹스(The High Kings)는 2007년 말 조직되어 2008년에 데뷔한 아일랜드의 4인조 음악 그룹이다. 음악 스타일은 포크를 기본으로 컨트리와 팝을 가미하였다. 켈틱 우먼의 남자 버전으로 기획되었다. 멤버는 핀바 클랜시(Finbarr Clancy), 마틴 퓨리(Martin Furey), 대런 홀든(Darren Holden), 브라이언 던피(Brian Dunphy) 4명이다.

## 멤버 소개
- 핀바 클랜시(1970~): 보비 클랜시(1927~2002)의 아들. 포크 스타일이며, 기타, 베이스, 플루트 담당이다.
- 마틴 퓨리: 핀바 퓨리(Finbar Furey, 1946~)의 아들. 포크 스타일이며, 밴조, 부주키, 기타, 틴 휘슬 담당이다.
- 대런 홀든(1972~): 컨트리 스타일이며, 만돌린, 피아노, 키보드, 아코디언 담당이다.
- 브라이언 던피(1974~): 숀 던피(1937~2011)의 아들. 팝 스타일이며, 보란, 기타 담당이다.

메인보컬과 서브보컬 구분은 없고 모두 메인보컬을 부른다. 네 멤버들 모두 유명 가수의 아들들이라는 공통점이 있다.

## 음악 스타일
음악 스타일은 핀바 클랜시의 아버지 보비 클랜시가 생전에 소속되어 있던 더 클랜시 브라더스와 마틴 퓨리의 아버지 핀바 퓨리가 전에 소속되어 있던(현재는 탈퇴하고 솔로 가수로 활동 중) 더 퓨리스로부터 많은 영향을 받았다. (실제로 더 클랜시 브라더스처럼 흰 스웨터를 맞춰 입고 공연한 적도 있다.)
그렇지만 정통 아이리시 포크 스타일(더 클랜시 브라더스, 더 더블리너스, 디 아이리시 로버스, 더블린 시티 램블러스, 더 울프 톤스, 더 퓨리스 등등)과는 약간 차이가 있다. 콘서티나를 쓰지 않고 일반 아코디언을 사용한다든지, 키보드와 피아노를 사용한다든지, 보란을 자주 친다든지 하는 것들이 차이점이다. 이는 대런 홀든이 컨트리, 브라이언 던피가 팝 가수 출신이기 때문이다. 정통 포크 그룹보다 조금 더 대중적이고 현대적인 스타일의 음악을 연주한다고 할 수 있다.